# Mickey Mouse Shorts
Mickey Mouse Shorts of kortweg Mickey Mouse is een animatieserie geproduceerd door Paul Rudish bij Walt Disney Television Animation. De serie bestaat uit verschillende moderne filmpjes van Mickey Mouse die doorgaans 3 of 4 minuten duren. Ook andere figuren zoals Minnie Mouse, Donald Duck, Goofy, Boris Boef en Katrien Duck zijn in de serie aanwezig. Sommige afleveringen spelen zich af in internationale contexten, bijvoorbeeld in Parijs, Tokio, Amsterdam of New York. Meestal wordt er dan ook een andere taal gesproken in die filmpjes. Daarnaast zijn er diverse oude Disneykarakters te zien die een cameo spelen.
De serie werd voor het eerst getoond op 12 maart 2013 en wordt sinds 28 juni 2013 uitgezonden op de Amerikaanse Disney Channel en Disney XD. De animatieserie is ontwikkeld door Paul Rudish, die voorheen werkte aan onder andere Sym-Bionic Titan, Dexter's Laboratory en The Powerpuff Girls voor de zender Cartoon Network.
In totaal telt Mickey Mouse 94 afleveringen en 2 specials verdeeld over 5 seizoenen. De reeks heeft al 26 prijzen gewonnen, waaronder Emmy Awards, Annie Awards en prijzen van het Annecy Film Festival.

## Internationale filmpjes
Enkele afleveringen spelen zich af buiten de Verenigde Staten. De Amerikaanse stemacteurs kregen hulp van een stemcoach om de verschillende talen en dialecten te spreken.
| Aflevering | Titel                 | Locatie                     | Gesproken taal         |
| ---------- | --------------------- | --------------------------- | ---------------------- |
| 2          | Yodelberg             | Alpen, Zwitserland          | Duits                  |
| 3          | Croissant de Triomphe | Parijs, Frankrijk           | Frans                  |
| 5          | Tokyo Go              | Tokio, Japan                | Japans                 |
| 8          | Panda-monium          | Peking, China               | Mandarijn              |
| 12         | O Sole Minnie         | Venetië, Italië             | Italiaans              |
| 22         | O Futebol Clássico    | Rio de Janeiro, Brazilië    | Portugees              |
| 26         | Mumbai Madness        | Mumbai, India               | Hindi                  |
| 30         | Clogged               | Nederland                   | Nederlands             |
| 34         | Al Rojo Vivo          | Pamplona, Spanje            | Spaans                 |
| 44         | ¡Feliz Cumpleaños!    | Mexico                      | Spaans                 |
| 35         | Bottle Shocked        | Monaco                      | Engels (geen Frans)    |
| 39         | One Man Band          | Londen, Verenigd Koninkrijk | Brits Engels           |
| 49         | Dancevidaniya         | Moskou, Rusland             | Russisch               |
| 51         | Turkish Delights      | Istanboel, Turkije          | Turks                  |
| 54         | Entombed              | Luxor, Egypte               | Engels (geen Arabisch) |
| 61         | Locked in Love        | Seoel, Zuid-Korea           | Koreaans               |
| 69         | Carnaval              | Rio de Janeiro, Brazilië    | Portugees              |
| 70         | Year of the Dog       | Shanghai, China             | Mandarijn              |
| 77         | Amore Motore          | Rome, Italië                | Italiaans              |
| 87         | Outback at Ya!        | Sydney, Australië           | Australisch Engels     |
| 92         | Our Floating Dreams   | Thailand                    | Thais                  |

## Stemmen
| Personages             | Stemacteur                    | Stemacteur                                                |
| ---------------------- | ----------------------------- | --------------------------------------------------------- |
| Mickey Mouse           | Chris Diamantopoulos          | Mark Omvlee                                               |
| Minnie Mouse           | Russi Taylor                  | Melise de Winter                                          |
| Donald Duck            | Tony Anselmo                  | Anita Heilker                                             |
| Katrien Duck           | Tress MacNeille               | Laura Vlasblom                                            |
| Goofy                  | Bill Farmer                   | Just Meijer seizoen 1 tot 3 Huub Dikstaal vanaf seizoen 4 |
| Boris Boef             | Jim Cummings                  | Marcel Jonker                                             |
| Clarabella Koe         | April Winchell                | Marloes van den Heuvel                                    |
| Dagobert Duck          | Alan Young, later John Kassir | Olaf Wijnants, later Reinder van der Naalt                |
| Ludwig von Drakenstein | Corey Burton                  | Reinder van der Naalt                                     |
| Mortimer Mouse         | Maurice LaMarche              | Stan Limburg                                              |

## Trivia
- Het is niet bekend waarom de originele stem van Mickey Mouse niet door Bret Iwan (zijn vaste stemacteur) wordt ingesproken, aangezien Minnie Mouse, Donald Duck, Daisy Duck en Goofy wel door hun vaste stemacteurs worden ingesproken.